# Wyłącznik

Symbol wyłącznika według EN60617-7:1996

Wyłącznik – łącznik elektryczny mechanizmowy zdolny do załączania, przewodzenia i wyłączania prądów w normalnych warunkach pracy obwodu oraz prądu przeciążeniowego lub prądu zwarciowego.
Wyłączniki niskonapięciowe wykonywane są jako suche, natomiast wyłączniki wysokonapięciowe posiadają różne rozwiązania komór gaszących (olejowe, próżniowe, gazowe, np. typu SF6).
W wyłącznikach stosuje się różnego typu napędy: ręczne, elektromagnetyczne czy silnikowe.
Zadziałanie wyłącznika wywoływane jest przy pomocy tzw.  wyzwalaczy.